# Skatepunk

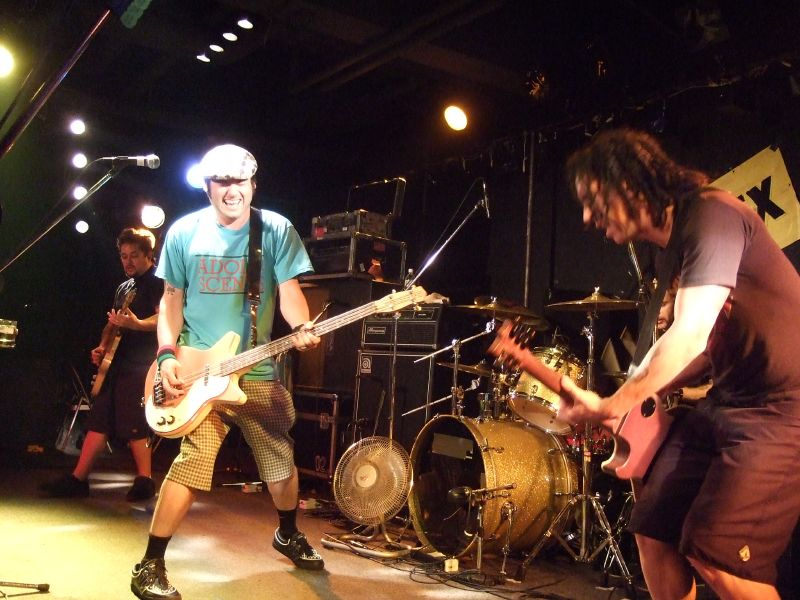
Auftritt von NOFX

Skatepunk (auch Skatecore oder Skate-Thrash) bezeichnet einen Teil der Punk/Hardcore-Szene, der sich vor allem mit Skateboarding aber auch dem Stuntskaten befasst.
Skatepunk wird häufig als bestimmte Musikrichtung angesehen und von manchem dem Melodycore gleichgesetzt. In den 1990er Jahren war in der Skaterszene zusätzlich Grunge sehr beliebt, seit Ende der 90er wurde der Metalcore immer beliebter.

## Herkunft und Entwicklung
Bereits in den späten 1970er-Jahren wurde Skaten innerhalb der US-amerikanischen Punk-Szene als Freizeitsport vor allem in Kalifornien populär, innerhalb der kalifornischen Hardcore-Szene traten seit den frühen 1980er-Jahren Hardcore-Gruppen wie Agression auf, die nicht nur aktive Skater waren, sondern auch Skateboarding als Thematik in ihren Liedern verarbeiteten. Die Bezeichnung „Skate Punk“ wurde unter anderem für die US-amerikanische Band Suicidal Tendencies verwandt. Als Begründer des frühen Skatepunks gelten in den USA vor allem die Bands Gang Green und JFA oder später die kanadischen SNFU. Einige ursprüngliche Skatepunk-Gruppen wie Big Boys, Suicidal Tendencies oder Cryptic Slaughter entwickelten sich auch weiter, etwa in Richtung Thrash Metal.
Seit den späten 1980er Jahren prägten Melodycoregruppen wie Pennywise, The Offspring und NOFX den Skatepunk, zu Beginn der 90er Jahre rückten Gruppen wie Satanic Surfers, Lagwagon, Millencolin, Anti-Flag, Venerea oder Guttermouth nach.
In Deutschland wurde der Skatepunk seit Mitte der 80er Jahre populär durch Lieder wie My God Rides a Skateboard von den Spermbirds oder Skate Tonight von Disaster Area. Die Band ZSK nannte ihre erste Demo-MC Keep Skateboarding Punkrock und setzte so ein klares Statement für die Skatepunk-Szene. Heutzutage sind es neuere Genre Bands wie Narcolaptic die entgegen dem Pop-Punk-Trend der Szene zu den eigentlichen Wurzeln des Skatepunk zurückkehren.

## Einstellung und Philosophie
Skatepunk bedeutet die Verbindung von Skatesport mit der Geisteshaltung und Musik der Punk/Hardcore-Szene. Starke Kommerzialisierung des Skatesports wird zumeist abgelehnt, Skateboarding als Anti-Sport gesehen, was keinen Widerspruch zum Skaten darstellt, weil es zwar eine körperlich anstrengende Betätigung ist, aber vom Auszuübenden meist als eine Identifizierung mit sich selbst angesehen wird. Somit kann man „Skaten“ nicht in die Kategorie Sport einordnen. Die meisten Skatepunk-Gruppen sind, obgleich Skatepunk zumeist als spaßorientierte Party-Musik gilt, eher linksorientiert und manchmal auch (wie im Falle von Anti-Flag, NOFX oder ZSK) sogar ausgesprochen politisch engagiert.

## Musik
Eine beliebte Spielart unter den Skatepunks ist Melodic Hardcore, aber auch klassischer Punkrock wird gespielt. Bekannte Vertreter des englischsprachigen Skate-Punks sind McRad, Millencolin, Blink-182, Lagwagon, The Offspring, Pennywise und NOFX. Die bekannteste deutsche Band ist wohl ZSK, welche auch deutschsprachige Texte im Repertoire hat. Die Texte von Skate-Punks handeln häufig von Frauen, Alkohol und Party. Es gibt jedoch auch einige Bands, in deren Texten man eine politische Motivation erkennen kann. Selbige Motivation richtet sich im Allgemeinen gegen Neonazismus, den Kapitalismus, staatliche Überwachung und gegen polizeiliche Gewalt.